# Encephalartos turneri
Encephalartos turneri es una especie de Cycadopsida del género Encephalartos, de la familia Zamiaceae, del orden Cycadales.

## Distribución
Encephalartos turneri se distribuye por Mozambique (Nampula).

## Taxonomía
Fue descrita científicamente por Lavranos & D.L.Goode. Fue publicado por primera vez en Lavranos & D.L.Goode. In: Garcia de Orta, Ser. Bot. 7(1-2): 11-14. (1985).